# Inia araguaiaensis
Inia araguaiaensis – południowoamerykański gatunek ssaka z rodziny iniowatych (Iniidae) zamieszkujący w rzekach Araguaia i Tocantins.  Gatunek został odkryty w 2014 roku; jest to pierwszy nowy gatunek delfina rzecznego odkryty od roku 1918.
Odkrycie zostało ogłoszone 22 stycznia 2014 r. I. araguaiaensis różni się od innych gatunków rodzaju Inia morfologią czaszki oraz liczbą zębów. Nowy gatunek został odkryty poprzez analizę różnic w mitochondrialnym DNA gatunków delfinów rzecznych zamieszkujących rejon Amazonii.
I. araguaiaensis jest najbliżej spokrewniona z inią amazońską (I. geoffrensis), od której oddzieliły się około 2,08 miliona lat temu.
Szacuje się, że współcześnie gatunek liczy jedynie około tysiąca delfinów; uważany jest za zagrożony.